# Токче
Токче е популярно название на частта на обувката „ток“, или най-задната част, под петата, като при дамските обувки то е силно издължено и често изострено в края. Токчетата се появяват пре XV век и първоначално се носят само от мъже в монархическите дворове във Франция, Англия и Свещената Римска империя. Като дамска обувка токчето започва да се налага в началото на XX в., въпреки че има документирани сведения за жени, носещи токчета още през 1533 г. при женитбата на Катерина ди Медичи с Орлеански херцог Анри II, където тя носи високи токчета на сватбата, направени във Флоренция, и в резултат на това италианските високи токчета стават норма за дамите в двора на Орлейнския херцог във Франция.